# Ingrid Oldertrøen
Ingrid Oldertrøen (1984) è un'ex sciatrice alpina norvegese.

## Biografia
Attiva in gare FIS dal dicembre del 1999, in Coppa Europa la Oldertrøen esordì il 28 gennaio 2003 a Megève in discesa libera (74ª), ottenne il miglior piazzamento il 26 febbraio successivo a Innerkrems nella medesima specialità (59ª) e prese per l'ultima volta il via il giorno dopo nella stessa località in supergigante (70ª). Si ritirò al termine della stagione 2003-2004 e la sua ultima gara fu un supergigante FIS disputato il 20 aprile a Hemsedal e non completato dalla Oldertrøen; in carriera non debuttò in Coppa del Mondo né prese parte a rassegne olimpiche o iridate.

## Palmarès

### Campionati norvegesi
- 2 medaglie:
  - 2 bronzi (discesa libera, combinata[senza fonte] nel 2003)